# Ho ucciso Jess il bandito
Ho ucciso Jess il bandito (I Shot Jesse James) è un film del 1949 diretto da Samuel Fuller e interpretato da Reed Hadley (Jesse James) e John Ireland (Robert Ford).

## Trama
L'uccisione del bandito Jesse James da parte di Robert Ford e la vita di quest'ultimo dopo il carcere.

## Produzione
Considerato il primo western a tematica omosessuale, è anche il primo film di Samuel Fuller.